# Lethrus sogdianus
Lethrus sogdianus is een keversoort uit de familie mesttorren (Geotrupidae). De wetenschappelijke naam van de soort werd in 1894 gepubliceerd door Semenov.